# Gilgandra
Gilgandra is een plaats in de Australische deelstaat New South Wales en telt 2718 inwoners (2001).